# Cantó de Mauron
El cantó de Mauron (bretó Kanton Maoron) és una divisió administrativa francesa situat al departament d'Ar Mor-Bihan a la regió de Bretanya.

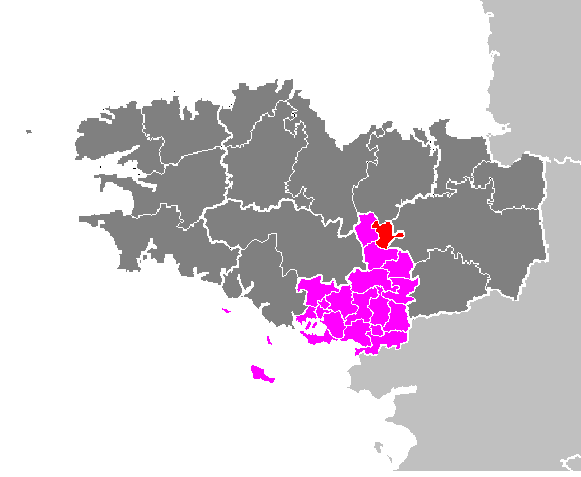
Situació del cantó

## Composició
El cantó aplega 7 comunes :
| Nom francès            | Nom bretó         | Població | km²    | Codi Postal | Codi INSEE |
| Brignac                | Brennieg          | 224      | 13,12  | 56430       | 56025      |
| Concoret               | Konkored          | 645      | 15,76  | 56430       | 56043      |
| Mauron                 | Maoron            | 3.196    | 67,23  | 56430       | 56127      |
| Néant-sur-Yvel         | Neant             | 851      | 32,30  | 56430       | 56145      |
| Saint-Brieuc-de-Mauron | Sant-Brieg-Maoron | 332      | 14,35  | 56430       | 56208      |
| Saint-Léry             | Sant-Leri         | 164      | 1,58   | 56430       | 56225      |
| Tréhorenteuc           | Trec'horanteg     | 117      | 5,42   | 56430       | 56256      |
| Cantó                  | Maoron            | 5.529    | 149,76 | -           | 5620       |

## Evolució demogràfica
| 1962  | 1968  | 1975  | 1982  | 1990  | 1999  |
| ----- | ----- | ----- | ----- | ----- | ----- |
| 6.470 | 5.967 | 5.782 | 5.722 | 5.767 | 5.529 |

## Història
| Data d'elecció                           | Identitat        | Partit | Qualitat |
| ---------------------------------------- | ---------------- | ------ | -------- |
| 1982-                                    | Guy de Kersabiec | UMP    |          |
| les dades anteriors no són pas conegudes |                  |        |          |
|                                          |                  |        |          |